# Reftinskij
Reftinskij (in russo Рефтинский?) è un insediamento di tipo urbano dell'oblast' di Sverdlovsk, in Russia; costituisce il centro amministrativo del circondario urbano Reftinskij (городской округ Рефтинский). Assieme al circondario urbano di Malyševa si trova entro i confini della città di Asbest. È il più grande insediamento di tipo urbano nella regione di Sverdlovsk.
Si trova nella parte centrale della regione, nell'ansa del fiume Reft, 110 km a nord-est di Ekaterinburg e 20 km a nord-est di Asbest.